# ديلان سكوت سميث
ديلان سكوت سميث، هو ممثل كندي. 

## روابط خارجية
لم يتم العثور على روابط لمواقع التواصل الاجتماعي.

- ديلان سكوت سميث على موقع IMDb (الإنجليزية)
- ديلان سكوت سميث على موقع قاعدة بيانات الفيلم (الإنجليزية)
- ديلان سكوت سميث على موقع كينوبويسك (الروسية)